# Michael Tykgaard
Michael Tykgaard (født 7. juni 1977) er en dansk fodbolddommer, der siden 2010 har dømt i den danske Superliga.
Før oprykningen til Superligaen havde han haft 2 sæsoner i Første Division og 2 i Anden Division.. Siden 2012 har han været godkendt af det internationale fodboldforbund FIFA til at dømme kampe internationalt. Her er han indrangeret som kategori 2-dommer, der er det tredjehøjeste niveau for internationale dommere.
Michael Tykgaard er fra Holstebro, og han er til daglig ansat i Midt- og Vestjyllands Politi.
Han var nomineret til titlen som Årets Fodbolddommer ved Dansk Fodbold Award 2010, 2011 og 2013 for sine præstationer i løbet af sæsonen. Titlen som årets dommer gik i 2011 til Henning Jensen.Årets Fodbolddommer 2017